# Разданська ГЕС
Разданська ГЕС — гідроелектростанція у Вірменії. Знаходячись між Севанською ГЕС (34,2 МВт) та Аргельською ГЕС, входить до складу дериваційного каскаду на ресурсі з озера Севан, яке дренується річкою Раздан (ліва притока Араксу, який, своєю чергою, є правою притокою Кури, що тече до Каспійського моря).
Відпрацьована Севанською ГЕС вода прямує по відвідному тунелю довжиною  5,5 км, який сполучений з підвідною дериваційною трасою Разданської ГЕС. Вона прокладена по лівобережжю Раздану та складається із трьох каналів загальною довжиною 7,8 км та двох тунелів загальною довжиною 6,4 км. Далі через напірний водовід довжиною 0,1 км та напірну шахту висотою 82 метри ресурс потрапляє до машинного залу.
Основне обладнання станції становлять дві турбіни типу Френсіс потужністю по 40,8 МВт, які використовують напір у 138 метрів.
За проєктом річний виробіток електроенергії на станції повинна була становити 375 млн кВт·год електроенергії на рік. Втім, це досягалось за рахунок спрацьовування природних запасів озера Севан, що призвело до стрімкого зниження його рівня. Наразі на тлі спроб відновити озеро Разданська ГЕС продукує лише 40 млн кВт·год електроенергії на рік (між тим, плани перекидання до Севану води з річки Арпа та водосховища Спандарянської ГЕС по вже наявним тунелям ускладнюються корупційною складовою).
Для видачі продукції було споруджено ЛЕП, розраховані на роботу під напругою 330 кВ, 220 кВ та 110 кВ.